# Шаньи (Арденны)
Шаньи́ (фр. Chagny) — коммуна во Франции, находится в регионе Шампань — Арденны. Департамент — Арденны. Входит в состав кантона Омон. Округ коммуны — Шарлевиль-Мезьер.
Код INSEE коммуны — 08095.
Коммуна расположена приблизительно в 190 км к северо-востоку от Парижа, в 75 км севернее Шалон-ан-Шампани, в 22 км к югу от Шарлевиль-Мезьера.

## Население
Население коммуны на 2008 год составляло 172 человека.
| 1962 | 1968 | 1975 | 1982 | 1990 | 1999 | 2008 |
| ---- | ---- | ---- | ---- | ---- | ---- | ---- |
| 161  | 173  | 130  | 127  | 128  | 131  | 172  |

## Экономика
В 2007 году среди 101 человека в трудоспособном возрасте (15—64 лет) 78 были экономически активными, 23 — неактивными (показатель активности — 77,2 %, в 1999 году было 59,5 %). Из 78 активных работали 75 человек (39 мужчин и 36 женщин), безработными были 3 женщины. Среди 23 неактивных 9 человек были учениками или студентами, 8 — пенсионерами, 6 были неактивными по другим причинам.

## Фотогалерея

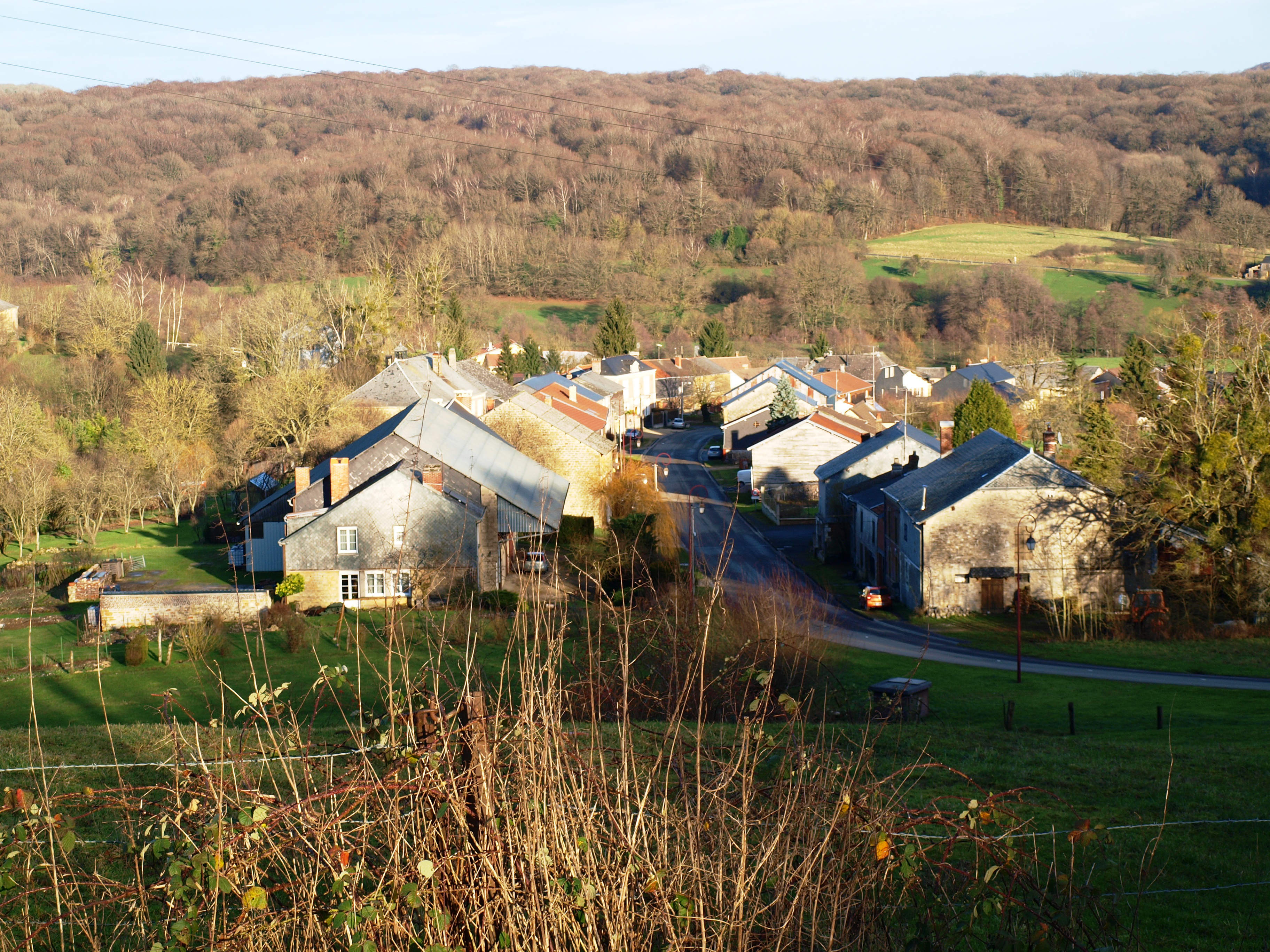
Шаньи
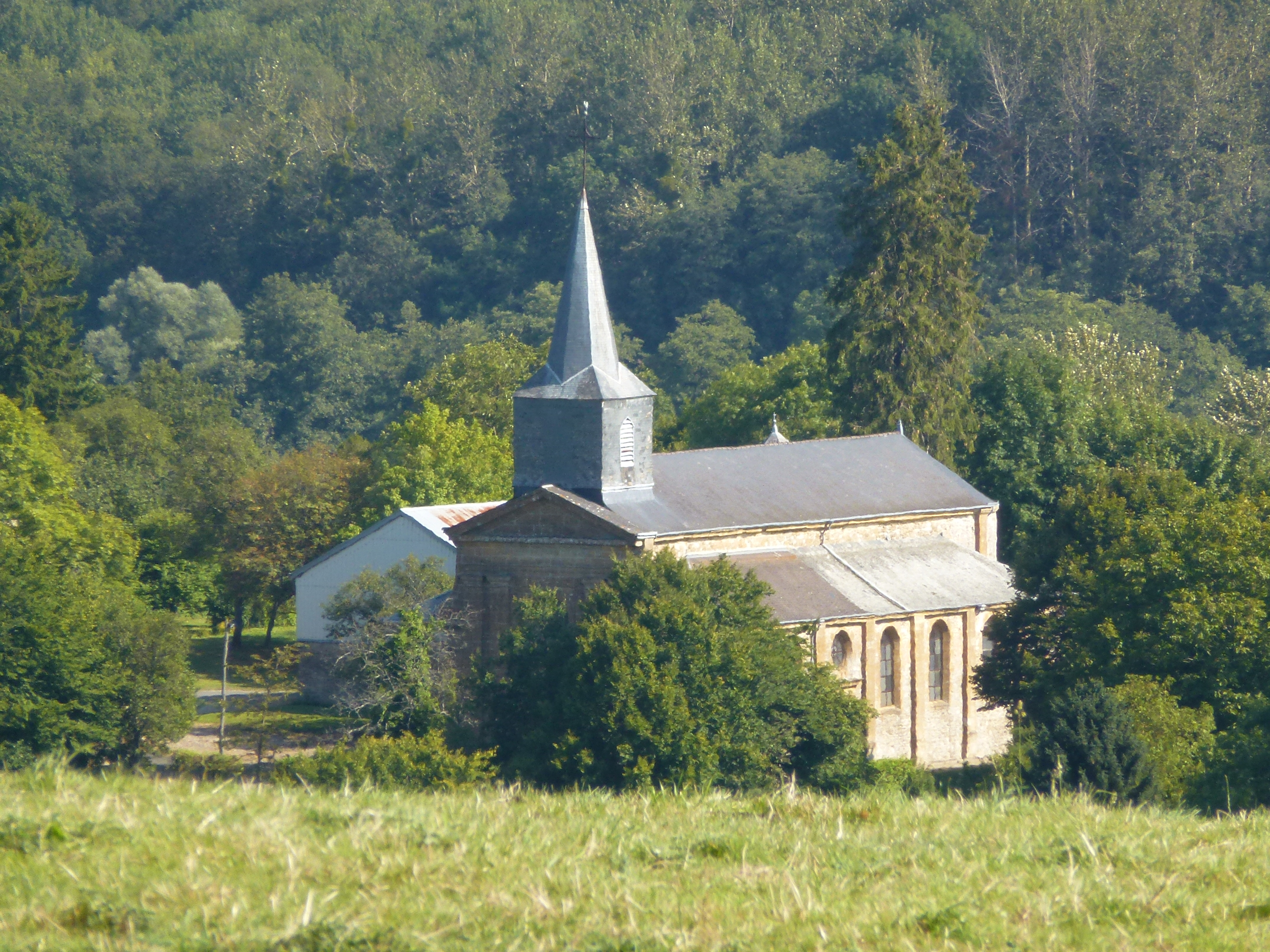
Церковь
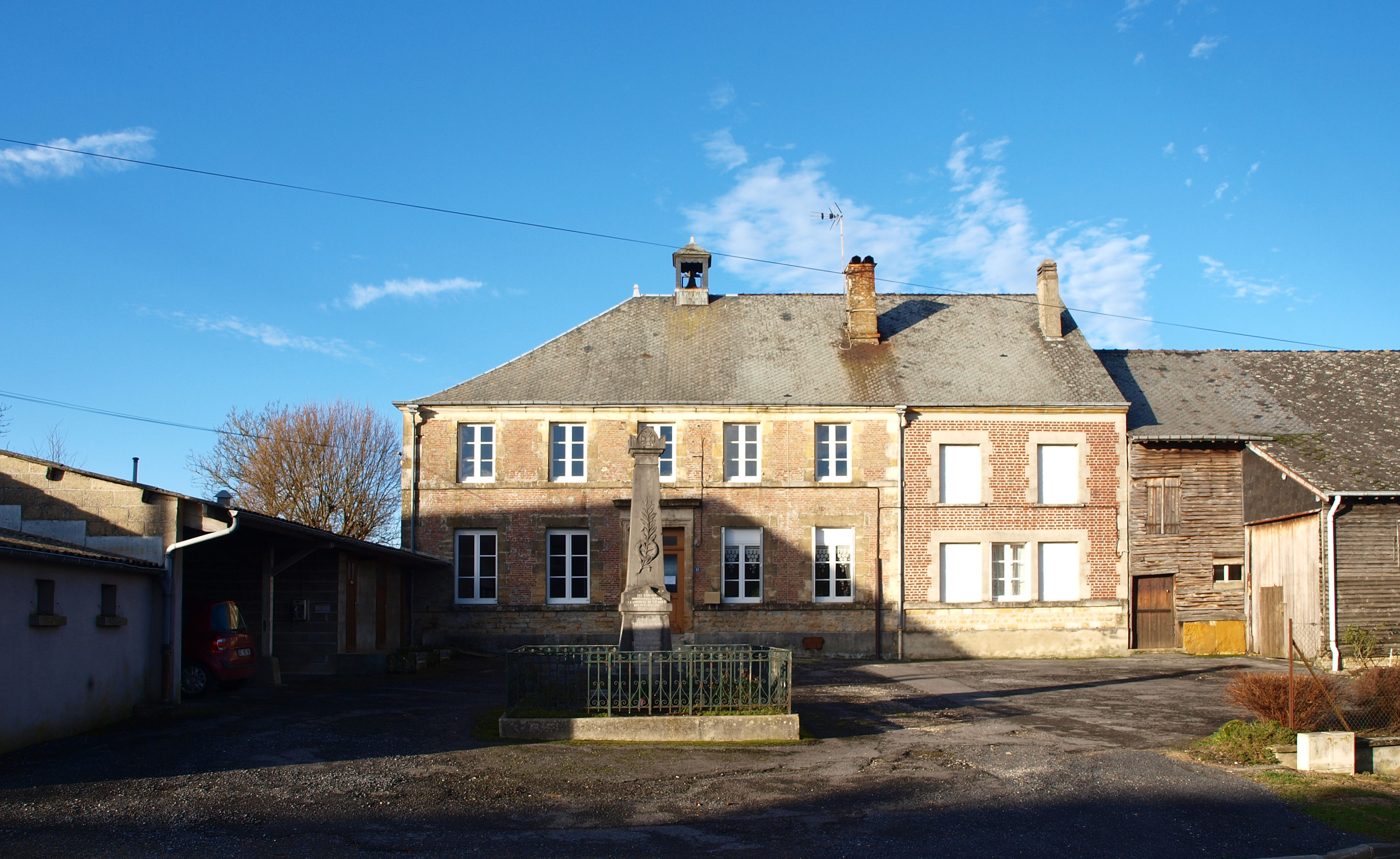
Мэрия
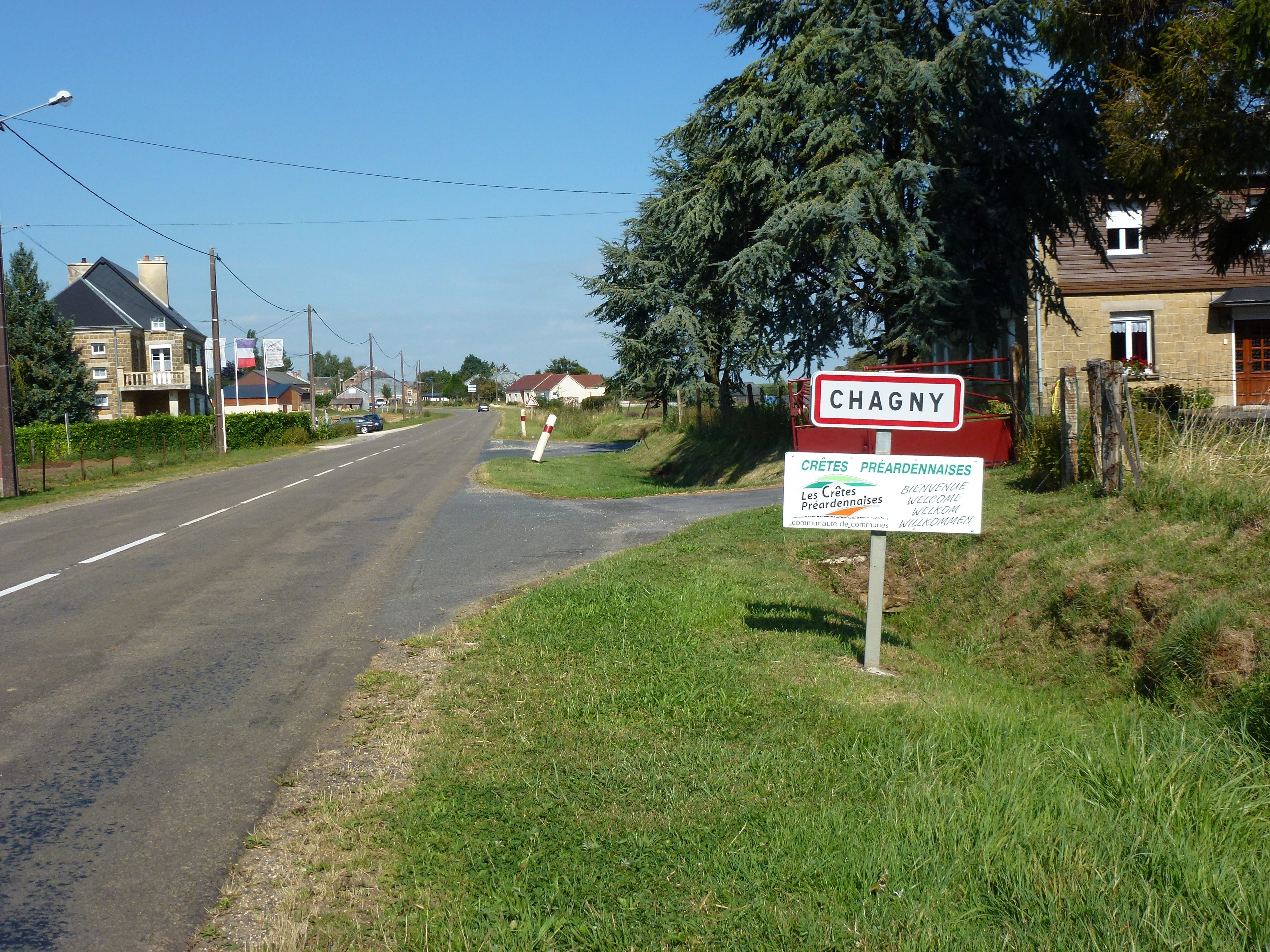
Въезд в Шаньи